# Zollrechtlicher Status
Alle Güter und Waren werden laut Zollkodex der Union zwei Arten von zollrechtlichen Status zugeordnet, dem der Unionsware und dem der Nichtunionsware.

## Unionsware (veraltet: Gemeinschaftsware)
Über Waren und Güter im Status der Unionsware darf der entsprechende Wirtschaftsbeteiligte unabhängig von den Zollbehörden grundsätzlich frei verfügen.
Um als Unionsware klassifiziert zu werden, muss eine Ware eine der folgenden Bedingungen erfüllen:
a)
Die Ware muss im Zollgebiet der Union vollständig gewonnen oder hergestellt worden sein und bei ihrer Herstellung dürfen keine Waren verwendet werden, die aus Ländern oder Gebieten außerhalb des Zollgebiets der Union eingeführt wurden.
b)
Die Ware muss aus Ländern oder Gebieten außerhalb des Zollgebiets der Union in dieses verbracht und zum zollrechtlich freien Verkehr überlassen worden sein. Waren sind verbracht, sobald sie über die Grenze des Zollgebiets der Union gelangen. 
c)
Die Ware muss im Zollgebiet der Union entweder ausschließlich aus Waren nach Buchstabe b oder aus Waren nach den Buchstaben a und b gewonnen oder hergestellt worden sein.
Die MRN-Kennung lautet: T2

### Beispiele für Unionsware
Ein komplett in Deutschland hergestelltes Fahrrad oder ein in Spanien geborener Hund gilt als Unionsware.
Unionswaren, die das Zollgebiet der Union verlassen, verlieren beim Grenzübertritt ihren Status als Unionsware und werden somit im Weiteren als Nichtunionsware betrachtet.
Die Begriffsbestimmung der Unionsware ist in Artikel 5, Nr. 23 des Zollkodex der Union zu finden.

## Nicht-Unionsware (veraltet: Nichtgemeinschaftsware)
Nichtunionsware unterliegt der zollamtlichen Überwachung. Der Wirtschaftsbeteiligte darf darüber nicht oder nur in dem von der Zollverwaltung zugelassenen Umfang verfügen.
Nichtunionswaren sind alle Waren, die nicht den Kriterien der Unionsware entsprechen oder ihren Status als Unionsware verloren haben.
Die MRN-Kennung lautet: T1

### Beispiele für Nichtunionswaren
Waren, die nicht im Zollgebiet der Union gewonnen oder hergestellt wurden oder Waren die im Zollgebiet der Union be- oder verarbeitet wurden ohne in den Zollrechtlich freien Verkehr überlassen worden zu sein (aktive Veredelung)
Waren aus Drittländern, die in ein Zollverfahren mit wirtschaftlicher Bedeutung, das keine Erhebung von Abgaben beinhaltet, überführt worden sind. Das wären zum Beispiel die aktive Veredelung, das Zolllagerverfahren oder die vorübergehende Verwendung.
Die Begriffsbestimmung der Nichtunionsware ist in Artikel 5, Nr. 24 des Zollkodex der Union zu finden.